# Sienne (Fluss)
Die Sienne ist ein Fluss in Frankreich, der in der Region Normandie verläuft. Sie entspringt im Gemeindegebiet von Saint-Sever-Calvados und bildet kurz danach den Stausee Lac du Gast. Sie entwässert generell Richtung Nordwest und mündet nach rund 93 Kilometern unterhalb von Regnéville-sur-Mer, beim Pointe d'Agon, in den Ärmelkanal. Auf etwa acht Kilometern Länge bildet sie den Mündungstrichter Havre de Regnéville, der bis zum Ort Le Pont de la Roque hochreicht. Die Sienne durchquert auf ihrem Weg die Départements Calvados und Manche.

## Orte am Fluss
- Le Gast
- Villedieu-les-Poêles
- Gavray
- Cérences
- Quettreville-sur-Sienne
- Hyenville
- Heugueville-sur-Sienne
- Agon-Coutainville
- Regnéville-sur-Mer